# デイヴィッド・ラパポート
デイヴィッド・ラパポート（David Rapaport, 1911年9月30日 - 1960年12月14日）はハンガリー出身のアメリカの心理学者。ハンガリー名はラパポルト・ダーヴィド（Rapaport Dávid(Dezső)）。ユダヤ系。
ブダペストに生まれる。大学で数学・物理学・心理学を学び、1938年アメリカに移住。アメリカ精神分析協会の臨床異常心理学部門の創設に加わり、臨床心理学の発展に貢献。
主な業績は、精神分析理論の体系化、思考過程とその病態化の研究、分裂病を対象としたロールシャッハ反応の思考病理学的分析など。
精神分析学の立場から、自我心理学と社会心理学の統合を目指した。